# Mariánské Lázně Airport
Mariánské Lázně Airport är en flygplats i Tjeckien.   Den ligger i regionen Karlovy Vary, i den västra delen av landet, 120 km väster om huvudstaden Prag. Mariánské Lázně Airport ligger 539 meter över havet.
Terrängen runt Mariánské Lázně Airport är platt åt sydväst, men åt nordost är den kuperad. Runt Mariánské Lázně Airport är det ganska tätbefolkat, med 86 invånare per kvadratkilometer. Närmaste större samhälle är Mariánské Lázně, 4,9 km norr om Mariánské Lázně Airport. Omgivningarna runt Mariánské Lázně Airport är en mosaik av jordbruksmark och naturlig växtlighet.